# Hippodrome de Fontainebleau
L'hippodrome de Fontainebleau, également appelé hippodrome de la Solle est un champ de courses situé en pleine forêt de Fontainebleau, dans le département de Seine-et-Marne en Île-de-France.
L'hippodrome de Fontainebleau est l'un des 17 hippodromes de la Fédération régionales des Courses hippiques d'Île-de-France et de Haute-Normandie.

## Histoire
Sous le règne de Louis XVI, les ducs d’Artois et de Chartres organisèrent pour la 1ère fois, le 11 novembre 1776, des courses à Fontainebleau, devant le roi venu chasser.
En 1862, après l’ouverture d’une souscription à la Mairie de Fontainebleau, la Société Hippique Départementale organisait officiellement ses premières épreuves sur l’hippodrome de la Solle.
Les travaux (bâtiment, piste de 2400 mètres pour la première fois en France, corde à gauche) avaient été réalisés avec l’aide des Chasseurs de la Garde.
L’inauguration eut lieu en présence de l’empereur Napoléon III et de l’impératrice Eugénie le 22 juin 1862 et de 30 000 spectateurs dont 4 000 venus de Paris par le train.

## Infrastructures

Hippodrome de La Solle

L'hippodrome dispose d'un hall de paris couvert ainsi que d'une tribune permettant d'accueillir les spectateurs dans les meilleures conditions.
Les professionnels bénéficient de boxes offrant un confort maximum aux chevaux.
Un bar, un restaurant et une restauration rapide sont à la disposition du public.

## Courses
Le programme des courses est organisé par France Galop.
De nombreuses distances selon le type de course (plat ou obstacles) sont proposées.
Les courses d'obstacles se courent aux deux cordes (gauche et droite) allant jusqu'à 6 000 mètres en cross et 4 400 mètres en haies et en steeple-chase.
Pour le plat, les parcours sont corde à gauche, allant jusqu'à 3000 mètres, et la ligne droite mesure 1200 mètres.
L'hippodrome de Fontainebleau permet de parier en PMH (Pari Mutuel Hippodrome) sur les courses se déroulant sur sa piste mais propose également des prises de paris nationaux grâce à son guichet PMU (Pari Mutuel Urbain).

## Fréquence des courses
En 2018, l'hippodrome de Fontainebleau a accueilli 23 réunions de courses premium (courses avec PMU).